# Nicolas-Joseph Cugnot
Nicolas-Joseph Cugnot, francoski izumitelj, * 26. februar 1725, † 2. oktober 1804. 
Cugnot naj bi po nekaterih virih prvi izdelal avtomobil na parni pogon. Drugi viri prvenec pripisujejo jezuitskemu misionarju na Kitajskem, Ferdinandu Verbiestu, ki naj bi tak stroj izdelal leta 1672.

## 
- Rauck, Max J. B.: Cugnot, 1769–1969: der Urahn unseres Autos fuhr vor 200 Jahren. München: Münchener Zeitungsverlag 1969.
- Bruno Jacomy, Annie-Claude Martin: Le Chariot à feu de M. Cugnot, Paris, 1992, Nathan/Musée national des techniques, ISBN 2-09-204538-5.
- Louis Andre: Le Premier accident automobile de l'histoire , in La Revue du Musée des arts et métiers, 1993, Numéro 2, p 44-46

- Le Fardier en Musee National des Arts et Métiers Arhivirano 2016-09-27 na Wayback Machine.